# Людерс, Пьер
Пьер Фриц Лю́дерс (англ. Pierre Fritz Lueders, 26 сентября 1970, Эдмонтон, Альберта) — канадский бобслеист немецкого происхождения, пилот, выступавший за сборную Канады с 1990 года по 2010-й. Олимпийский чемпион, дважды чемпион мира, многократный обладатель Кубка мира. После окончания спортивной карьеры работал техническим тренером в главной национальной команде своей страны, ныне занимает пост главного тренера сборной России по бобслею.

## Биография
Пьер Людерс родился 26 сентября 1970 года в Эдмонтоне, провинция Альберта, в семье выходцев из Германии. Там окончил среднюю и высшую школы. Заниматься бобслеем на профессиональном уровне начал с 1989 года, годом спустя стал членом сборной команды Канады по бобслею.
Первых серьёзных результатов добился в сезоне 1993/94, когда на Кубке мира стал лидером общего зачёта среди двоек и смешанных команд. Впоследствии он выигрывал Кубок мира три раза в составе смешанных команд, шесть раз в составе двухместных экипажей и один раз в составе четвёрки. Всего за карьеру победил на 85 различных этапах этого турнира. Имеет в послужном списке восемь медалей чемпионатов мира разной степени ценности: две золотые, пять серебряных и две бронзовые.
Людерс принимал участие в пяти зимних Олимпийских играх. Впервые на столь крупные соревнования он приехал в 1994 году в Лиллехаммер, где в паре с Дэвидом Макикерном смог подняться до седьмой позиции. В 1998 году в Нагано они получили право взойти на высшую ступень пьедестала, став олимпийскими чемпионами, причём это призовое место стало вторым за всю историю сборной Канады по бобслею. На Играх 2002 года в Солт-Лейк-Сити повторить успех не удалось, оставшись без своего многолетнего партнёра, Людерс занял среди двоек разочаровывающее пятое место, а среди четвёрок — лишь девятое.
В 2006 году в Турине спортсмен отказался нести канадский флаг на церемонии открытия, но это обстоятельство не помешало ему взять серебро зачёта двухместных экипажей. Состязания четвёрок завершились для них не так удачно, команда не пробилась выше четвёртого места. В этот период разгоняющим Людерса был бобслеист ямайского происхождения Ласеллес Браун, вместе они на протяжении нескольких лет показывали очень хорошие результаты, но в конечном итоге разругались, и дуэт распался. На Играх 2010 года в Ванкувере выступал в паре с малоопытным игроком в канадский футбол и по результатам заездов оказался на пятом месте, как в двойках, так и в четвёрках.
Пьер Людерс до сих пор остаётся самым титулованным бобслеистом в истории сборной Канады и самым известным канадцем в этом виде спорта. Его именем назван седьмой поворот санно-бобслейной трассы Уистлера, в марте 2008 года во время испытаний этого центра они с Джастином Криппсом первыми здесь проехали и перевернулись именно на данном участке. После завершения карьеры профессионального спортсмена он некоторое время занимал пост технического тренера национальной команды по бобслею, отвечал за молодежь и подготовку резерва. Перед началом сезона 2012/13 заключил контракт с Федерацией бобслея и скелетона России, став главным тренером российской сборной. Дома в Калгари у него есть жена и две дочери. Людерс также известен съёмками в нескольких коммерческих рекламных роликах.

### Выступления на Олимпийских играх
| Олимпийские игры    | Возраст | Команда | Двойки | Четвёрки |
| ------------------- | ------- | ------- | ------ | -------- |
| 1994 Лиллехаммер    | 23      | Канада  | 7      | 12       |
| 1998 Нагано         | 27      | Канада  | 1      | 9        |
| 2002 Солт-Лейк-Сити | 31      | Канада  | 5      | 9        |
| 2006 Турин          | 35      | Канада  | 2      | 4        |
| 2010 Ванкувер       | 39      | Канада  | 5      | 5        |